# Саранский район
Саранский район — упразднённая административно-территориальная единица в составе Средневолжской области, Мордовской АО и Мордовской АССР, существовавшая в 1928—1959 годах. Административный центр — город Саранск, с 1938 года — село Посоп.

## Население
По данным переписи 1939 года в Саранском районе проживало 40 234 чел., в том числе русские — 96,1 %, мордва — 2,0 %.

## История
Саранский район был образован 16 июля 1928 года в составе Мордовского округа Средневолжской области. В 1930 году вошёл в состав Мордовской АО (с 1935 года — АССР).
В 1938 году центр района был перенесён из города Саранска в село Посоп.
По данным 1945 года район включал 15 сельсоветов: Атемарский, Белогорский, Берсеневский, Булгаковский, Грибоедовский, Дурасовский, Зыковский, Ключаревский, Куликовский, Луховский, Монастырский, Николаевский, Павловский, Посопский и Протасовский. В 1954 году число сельсоветов сократилось до 11.
11 марта 1959 года Саранский район был упразднён, а его территория разделена между Большеберезниковским, Кочкуровским, Лямбирским, Рузаевским и Чамзинским районами.